# 血球凝集素

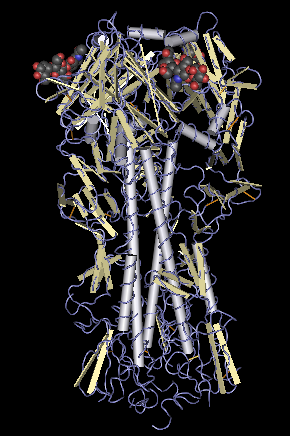
血球凝集素，所描繪的一種簡化的分子模型

血球凝集素（hemagglutinin），簡稱 血凝素(C53H67N9O17) (TYR-PRO-TYR-ASP-VAL-PRO-ASP-TYR-ALA)，是指可使紅血球凝集的抗體或其他物質。

## 病毒
在流感病毒、痲疹病毒（以及許多其他細菌和病毒）表面等均能找到，可附著於不同動物的紅血球，而使紅血球凝集。嚴重時可致死。水解血球凝集素可得轻、重两链，轻链可与受体细胞膜融合，重链则和细胞膜表面的唾液酸受体结合。
至少有16個不同的HA抗原，貼上了H1到H16的標籤。前三種H1、H2型、H3，遍佈於人類流感病毒。

## 食物
豆類常有大量的血球凝集素，必須加熱80°C以上超過10分鐘來破壞它，不宜生食。